# Daniel-von-Büren-Straße

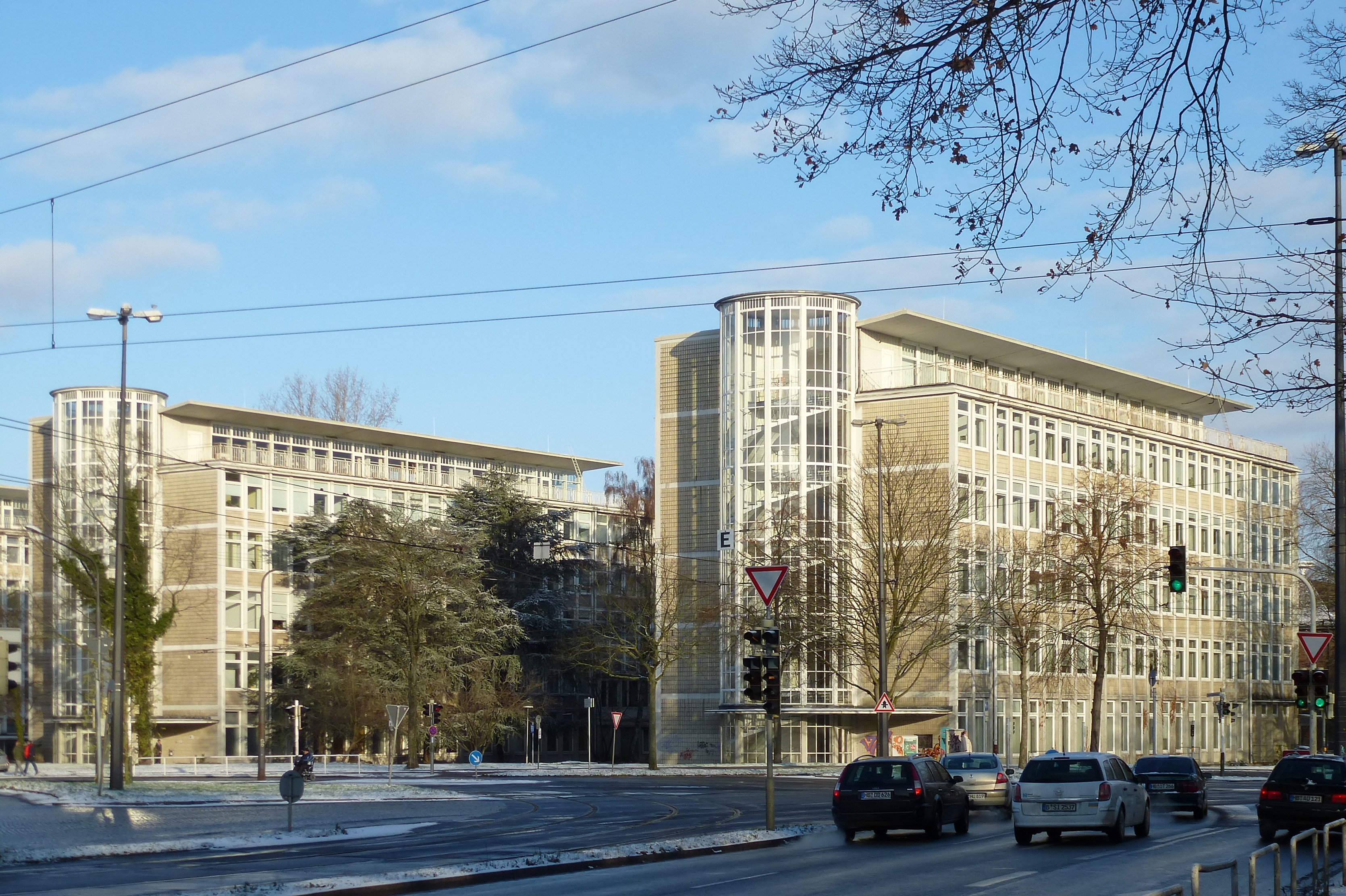
Berufsbildungszentrum Bremen, 1954

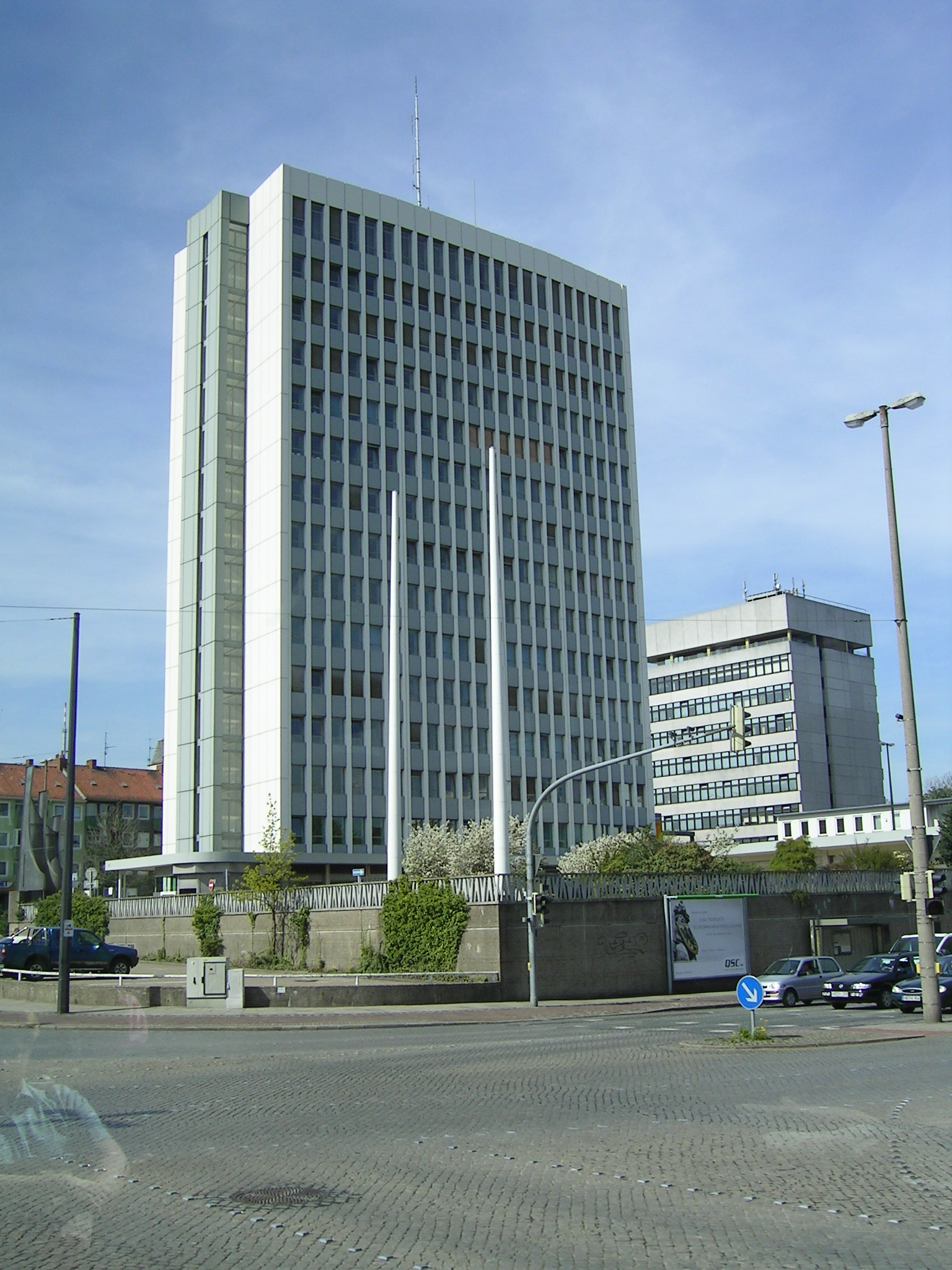
Ehem. Bundeswehr.Hochhaus; im Hintergrund links: Häuser der Daniel-von-Büren-Straße

Die Daniel-von-Büren-Straße ist eine Straße in Bremen Stadtteil Bremen-Mitte, Ortsteil Bahnhofsvorstadt. Sie führt in Nord-Süd-Richtung vom Breitenweg zum Doventor / Am Wall. Bei den Veränderungen der Straßentrassierung nach 1945 wurde sie  neu angelegt. 
Die Querstraßen wurden benannt als Falkenstraße (1856) nach den Falken, Bilsestraße nach dem Kapellmeister Benjamin Bilse (1816–1902), der in einer früheren dortigen Tonhalle dirigierte, Doventorsteinweg, die zum Doventor führte, Am Wandrahm (1914), da hier die Färber ihre Tücher auf Rahmen spannten, Doventorscontrescarpe als Contrescarpe, einer gegenüber der Bremer Stadtmauer liegenden Grabenbegrenzung und Doventor (dove = taub, da es damals keinen direkten Anschluss an die Hauptwege hatte) als Teil der Bremer Stadtbefestigung und der Hans-Böckler-Straße nach dem Politiker (SPD) und Gewerkschafter Hans Böckler; ansonsten siehe beim Link zu den Straßen.

## Name
Die Straße erhielt 1863 den Namen Bürenstraße, dann Daniel-von-Büren-Straße nach den beiden Bremer Bürgermeistern
- Daniel von Büren der Ältere (15. Jh.–1541), der 1522 den Reformator Heinrich von Zütphen an der St.-Ansgarii-Kirche predigen ließ und damit die Reformation in Bremen einleitete und
- Daniel von Büren der Jüngere (1512–1593), der den Streit zwischen Reformierten und Lutheranern schlichtete.

## Veränderungen der Straßentrassierung nach 1945
Der nördliche Teil der Daniel-von-Büren-Straße entspricht ungefähr der nach 1945 überbauten Straße Kaufmannsmühlenkamp. Nur einige Häuser am nördlichen Ende behielten ihre Lage, die neue Straße wurde in Richtung Süden leicht nach Westen verschwenkt, um das Doventor zu erreichen. Die Lingenstraße, Bürgerstraße, Hopfenstraße und Weinstraße wurden komplett überbaut, die Düsternstraße und die Steinhäuser Straße teilweise.  
Nur ganz im Süden, direkt anden Wallanlagen, beginnt der heutige Straßenverlauf so wie die frühere Contrescarpe, natürlich wesentlich verbreitert. Davon ging nach wenigen Metern die alte „Bürenstraße“ ab. Diese hat sich, inzwischen namenlos, hinter einer spitzwinkligen Hausfassade bis heute erhalten. 

## Entwicklung der Umgegend vor dem Bau der Straße
Die älteren Karten von Hogenberg von 1588/89 und Dilich von 1603 weisen außerhalb des Doventors vor der Bremer Stadtmauer Felder aus. Nach dem Ausbau des Befestigungssystems am Anfang des 16. Jahrhunderts war hier eine Bastion und eine Straße mit wenigen Häusern führte nach Norden. Erst nachdem die Bremer Wallanlagen ab 1802 bis 1811 angelegt worden waren, nahm eine Verdichtung der Bebauung zu, vor allem an der Contrescarpe. 1848, nachdem die Torsperre aufgehoben wurde, erhielten die Bürger außerhalb der Altstadt die Bremer Bürgerrechte. Die Bebauung nahm rasant zu. Die Eisenbahnstrecke Bremen–Bremerhaven begrenzte ab 1862 die Stadtentwicklung nach Norden. Ab um 1938/39 hieß das Haus Kaufmannsmühlenkamp 5, heute Daniel-von-Büren-Straße 54, das Judenhaus. 
Im Zweiten Weltkrieg wurden 1943/44 alle Gebäude in dieser Gegend zerstört. 

## Verkehr
Die Straßenbahn Bremen durchfährt die Straße mit den Linien 5 (Gröpelingen – Überseestadt – Hauptbahnhof – Bürgerpark) und  10 (Gröpelingen – Walle - Hauptbahnhof – Sebaldsbrück).
Im Nahverkehr in Bremen fährt hier die Buslinie 25 (Weidedamm - Osterholz).

## Gebäude und Anlagen
An der Straße befinden sich überwiegend viergeschossige Gebäude.
Bremer Baudenkmale
- Ecke zum Doventorscontrescarpe: Sechsgeschossiges, ehemaliges Berufsbildungszentrum Bremen von 1954 nach Plänen von Hans Krajewski vom Hochbauamt Bremen; heute (2018) Amt für Versorgung und Integration Bremen[1]

Erwähnenswerte Gebäude und Anlagen
- Bremer Wallanlagen
- Nr. 2 – 2C: 4-gesch. Berufsinformationszentrum Bremen sowie die Wache Stephanitor der Polizei Bremen
- Nr. 1 – 27: 4-gesch. Wohn- und teilweise auch Geschäftshäuser der 1960/70er Jahre, dazwischen 1-gesch. Gewerbebau
- Nr. 6 – 52: 4-gesch. Wohnhäuser der 1960/70er Jahre
- Nr. 54: 6-gesch. Wohn- und Geschäftshaus; vor 1944 noch Kaufmannsmühlenkamp 5, von um 1912 bis um 1943 Wohn- und Geschäftshaus (Textilwarengeschäft) des Ehepaares Hersch  und Margin Oliver, die weitere vier jüdische Familien hier aufnahmen, es wurde um ab 1938 als Judenhaus bezeichnet.
- Falkenstraße 45 Ecke Daniel-von-Büren-Straße : 15-gesch. Bundeswehrhochhaus von 1968 nach Plänen von Oberbaurat Willi Bornemann (OFD), heute Büros

### Kunstobjekte, Gedenktafeln

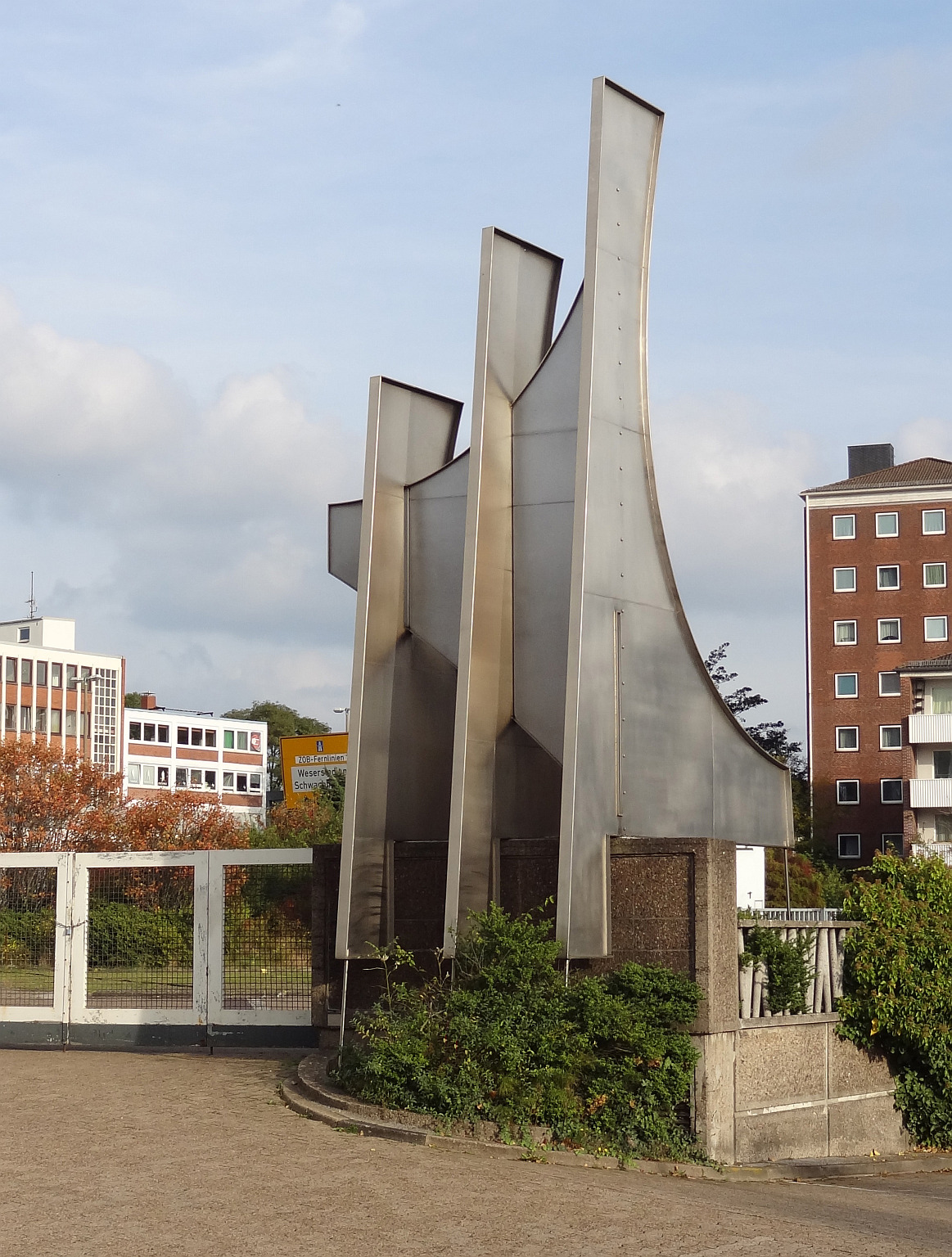
Segel

- Segel-Skulptur aus Edelstahl von 1982 vom Künstler Hans Dieter Bohnet vor dem ehemaligen Bundeswehrhochhaus
- Nielsenbrunnen von 1872 bis 1931 an der Ecke Contrescarpe/Daniel-von-Büren-Straße
- Stolpersteine für die Opfer des Nationalsozialismus gemäß der Liste der Stolpersteine in Bremen:
  - Nr. 54: für August Deichmann (1880–1944 im KZ Flossenbürg), Fredy Deichmann (1910–1944), Minna Deichmann (1880–1944), alle ermordet.
  - Nr. 54: Charlotte Flamm (1921–1942), Hanni Flamm (1912–1942), Netti Flamm (1919–1942), Rifka-Laja Flamm (1884–1942), alle im Ghetto Minsk ermordet.
  - Nr. 54: Herbert Gärtner (1911–1942), Jenny Gärtner (1882–1942), Max Gärtner (1877–1942), Otto Gärtner (1914–1942), Thea Gärtner (1909–1942), alle im Ghetto Minsk ermordet.
  - Nr. 54: Inge Grün (1933–1942), Julius Grün (1908–1942), Netti Grün (1905–1942), alle im Ghetto Minsk ermordet.
  - Nr. 54: Hersch Oliver (1882–1944), Margin Oliver (1879–1944), beide in Auschwitz-Birkenau ermordet; ihre beiden Kinder emigrierten 1937/39.